# Nadieżda Nadieżdina
Nadieżda Siergiejewna Nadieżdina, właśc. Brusztejn (ros. Наде́жда Серге́евна Наде́ждина (Бруште́йн), ur. 3 czerwca 1908 w Wilnie, zm. 11 października 1979 w Moskwie) – radziecka baletmistrzyni, choreografka, Ludowa Artystka ZSRR (1966).

## Życiorys
Urodziła się w żydowskiej rodzinie jako córka pisarki Aleksandry Brusztejn. Uczyła się w szkole baletowej w Piotrogrodzie (obecnie Petersburg), którą ukończyła w 1924. Rok później została artystką Teatru Bolszoj, gdzie wykonywała partie solowe i taneczne m.in. w Jeziorze łabędzim (taniec hiszpański, węgierski i mazurek), Don Kichot (fandango) i Bajadera (taniec z liliami). W 1943 została kierownikiem artystycznym działu baletowego Estrady Moskiewskiej (do 1948), od 1945 wykonywała partie taneczne w Rosyjskim Chórze Narodowym Miasta Kalinin (obecnie Twer). W 1948 zorganizowała zespół choreograficzny „Bieriozka”, w którym została kierownikiem artystycznym i baletmistrzynią. Została stałym reżyserem wszystkich programów Państwowego Akademickiego Zespołu Choreograficznego „Bieriozka”. W 1966 otrzymała tytuł Ludowego Artysty ZSRR. Występowała w ZSRR i za granicą wraz z zespołem „Bieriozka”. Była bardzo dobrą znawczynią i zarazem wielką miłośniczką twórczości ludowej. Została pochowana na Cmentarzu Nowodziewiczym.

## Odznaczenia i nagrody
- Medal Sierp i Młot Bohatera Pracy Socjalistycznej (2 czerwca 1978)
- Order Lenina (2 czerwca 1978)
- Nagroda Stalinowska (1950)

I medale.